# Köln-Krefelder Eisenbahn-Gesellschaft
Het Köln-Krefelder Eisenbahn-Gesellschaft werd in 1853 in Keulen (Duitsland) opgericht met als doel het bouwen van een spoorlijn van Keulen naar Krefeld.
Op 15 november 1855 werd het eerste deeltraject, tussen Keulen en Neuss, met een lengte van 35 km geopend. Het tweede deel tot en met Krefeld volgende op 26 januari 1856. De totale lijn was hiermee 54 km lang. Deze lijn maakt tegenwoordig deel uit van de Linksniederrheinische Strecke.
Per 1 juli 1860 hield de onderneming op te bestaan door overname door het Rheinische Eisenbahngesellschaft.